# ケンドール・マーシャル
ケンドール・デワン・マーシャル（Kendall Dewan Marshall、1991年8月19日 - ）は、アメリカ合衆国バージニア州ダンフリーズ出身の元バスケットボール選手。ポジションはポイントガード。

## 来歴
ノースカロライナ大学ではスター選手として活躍し、ハリソン・バーンズ、タイラー・ゼラー、ジョン・ヘンソンなどと共に活躍。2012年度のボブ・クージー賞を受賞した。
2012年のNBAドラフトでは、前述の3人と共にエントリーし、マーシャルは13位でフェニックス・サンズから指名された。
しかし、NBAの世界に入ってからのマーシャルは、試練の連続となってしまう。サンズはゴラン・ドラギッチがヒューストン・ロケッツから復帰。NBAのレベルに戸惑ったマーシャルは、ドラギッチの後塵を拝し、48試合の出場に止まり、2013年夏に大型トレードでワシントン・ウィザーズに放出されて解雇された。
2013-14シーズンはDリーグでプレーしていたところにロサンゼルス・レイカーズからのオファーをうけてNBA復帰。54試合に出場し8得点8.8アシストを記録するも、シーズン終了後に解雇された。

2014-15シーズンはミルウォーキー・バックスでプレーするも、2015年1月に右膝の前十字靭帯を断裂する重傷を負い、2月の大型駆け込みトレードでフェニックス・サンズに放出されて解雇された。
2015年9月9日、フィラデルフィア・76ersと契約。Dリーグでのプレーを経て、12月11日のデトロイト・ピストンズ戦でシーズン初出場し、5得点6アシストを記録した。2016年オフに解雇。同年11月28日にDリーグのリノ・ビッグホーンズと契約した。
2017年9月21日、ミルウォーキー・バックスとトレーニングキャンプに関する契約を結び、再起を期すことになった が、プレシーズン中に解雇。11月24日にバスケットボール界からの引退を表明した。